# 针叶蓼
针叶蓼（学名：Polygonum polycnemoides）为蓼科蓼属下的一个种。

## 扩展阅读
維基物種上的相關：针叶蓼